# Renato Cominetti
Renato Cominetti (Napoli, 25 luglio 1915 – Roma, 2 novembre 2005) è stato un attore, doppiatore e direttore del doppiaggio italiano.

## Biografia
Renato Cominetti nasce a Napoli nel 1915, dove inizia la sua attività di attore teatrale; nel dopoguerra si trasferisce a Roma e nel 1947 entra alla Rai, nella compagnia di prosa di Radio Roma, accanto ad attori come Ubaldo Lay, Franco Becci, Gianfranco Bellini, Lia Curci, Nella Maria Bonora, e registi come Anton Giulio Majano, Pietro Masserano Taricco, Guglielmo Morandi, Franco Rossi.
Successivamente entra anche nella compagnia del teatro comico musicale sempre di Radio Roma, suoi colleghi sono Wanda Tettoni, Antonella Steni, Mario Pisu, Isa Bellini, Renato Turi, Bice Valori, Fausto Tommei, Zoe Incrocci,sotto la direzione di Riccardo Mantoni. Questa compagnia produrrà la maggior parte del varietà radiofonico della Rai, sino agli anni sessanta, in alternativa a quella di Milano.
In circa trent'anni di attività come attore radiofonico, partecipa a diverse centinaia di commedie e radiodrammi, diventando una voce abituale e riconoscibile dagli ascoltatori.
Morì nel 2005 all'età di 90 anni.

## Il doppiaggio
Cominetti approda al doppiaggio alla fine degli anni quaranta presso la ODI di Carlo D'Angelo e, successivamente, alla A.R.S. sino alla Società Attori Sincronizzatori.
Per fare solo alcuni esempi, nel 1951 doppia Daisuke Katô in Rashomon; nel 1958, per il film I soliti ignoti, viene scelto per dare la voce in lingua siciliana al personaggio di Ferribotte, interpretato dal sardo Tiberio Murgia. Nel 1963 doppia Jean-Paul Belmondo in Lo spione di Jean-Pierre Melville.
Come molti doppiatori che hanno accumulato una grande esperienza nel loro lavoro, si occupa successivamente di adattamento dei dialoghi e della direzione del doppiaggio, come nella serie di cartoni di Capitan Harlock e nella prima serie di telefilm dell'Ispettore Derrick.

## Doppiaggio
- Tiberio Murgia in I soliti ignoti, Audace colpo dei soliti ignoti, I soliti ignoti vent'anni dopo, Ferragosto in bikini
- Luigi De Filippo in Chi si ferma è perduto
- Bruce Dern in I cowboys
- George Takei in Berretti verdi
- Jean-Paul Belmondo in Lo spione
- Peter Falk in I 4 di Chicago, La grande corsa
- Yoshio Tsuchiya in Gli eredi di King Kong
- Laurence Olivier in Ritorno a Brideshead
- Gennadi Ivanov in Guerra e pace
- Wesley Addy in Quando si ama
- Felice Fulchignoni in Giulietta degli spiriti
- Warren Oates in ll mucchio selvaggio

## Direzione del doppiaggio[1]
- La regina delle nevi
- Capitani e Re
- Mission Eureka
- L'ispettore Derrick
- Capitan Harlock
- In principio - Storie dalla Bibbia

## Prosa radiofonica Eiar
- Viaggio intorno al cervello, rivista di Marcello Marchesi, orchestra Zeme, trasmessa il 20 dicembre 1941.

## La prosa radiofonica Rai
- Cavalleria Rusticana, un atto di Giovanni Verga, regia di Pietro Masserano Taricco, trasmesso il 25 settembre 1948.
- L'Aquila a due teste di Jean Cocteau, regia di Anton Giulio Majano, trasmessa 31 gennaio 1949.
- Otello di William Shakespeare, regia di Anton Giulio Majano, trasmessa il 21 marzo 1949.
- Questo piccolo mondo, commedia di Noël Coward, regia di Umberto Benedetto, trasmessa il 8 dicembre 1949.
- Angeli e colori, radiodramma di Carlo Linati, regia di Pietro Masserano Taricco, trasmessa il 6 maggio 1950.
- La campana rubata, radiocommedia di Cesare Meano, regia di Pietro Masserano Taricco, trasmessa il 11 maggio 1950.
- Giovanna D'Arco di Charles Péguy, regia di Anton Giulio Majano, trasmessa il 15 maggio 1950.
- L'uomo della luce di Corrado D'Errico, regia di Guglielmo Morandi, trasmessa il 22 maggio 1950.
- Raffaele di Vitaliano Brancati, regia di Pietro Masserano Taricco, trasmessa il 18 gennaio 1951.
- Il povero soldato di Fabio Della Seta, regia di Pietro Masserano Taricco, trasmessa il 27 aprile 1951.
- Storia d'estate, radiocommedia di Fletcher Markle, regia di Anton Giulio Majano, trasmessa il 24 agosto 1951.
- Ricordo la mamma di John Van Druten, regia di Anton Giulio Majano, trasmessa il 18 ottobre 1951.
- Il sole non si ferma di Giuseppe Bevilacqua, regia di Anton Giulio Majno, trasmessa il 5 maggio 1952.
- Sotto il pero, radiodramma di Günter Eich, regia di Pietro Masserano Taricco, trasmessa il 23 luglio 1952.
- Debutto di Sergio Tofano, regia di Guglielmo Morandi, trasmessa il 3 agosto 1952.
- La morte in vacanza di Alberto Casella, regia dell'autore, trasmessa il 10 febbraio 1953.
- Lo scapoloì, commedia di Ivan Turgenev, regia di Pietro Masserano Taricco, trasmessa il 19 maggio 1953.
- I nostri sogni, commedia di Ugo Betti, regia di Guglielmo Morandi, trasmessa il 15 giugno 1953.
- La palla, radiodramma di Carlo Fruttero, regia di Pietro Masserano Taricco, trasmesso il 3 marzo 1954.
- Liliom di Ferenc Molnár, regia di Anton Giulio Majano, trasmessa il 31 maggio 1954.
- Il marziano di Samy Fayad, regia Lino Giraud, trasmessa il 21 luglio 1954.
- Felicita Colombo, commedia di Giuseppe Adami, regia di Gian Domenico Giagni, trasmessa il 14 febbraio 1955.
- La famiglia Barrett, commedia di Rudolf Besier, regia di Pietro Masserano Taricco, trasmessa il 7 marzo 1955.
- La sera del sabato di Guglielmo Giannini, regia di Anton Giulio Majano, trasmessa il 22 agosto 1955.
- I giorni della vita di William Saroyan, regia di Marco Visconti, trasmessa il 5 dicembre 1955.
- Britannico di Jean Racine, regia di Corrado Pavolini, trasmessa il 13 gennaio 1956.
- Il mio miglior nemico, radiodramma di Massimo Franciosa, regia di Gian Domenico Giagni, trasmesso il 28 gennaio 1956.
- Enrico di Offerdingen, commedia di Novalis, regia di Pietro Masserano Taricco, trasmessa il 19 febbraio 1956.
- Un'anima superiore, radiodramma di Midi Mannocci, regia di Marco Visconti, trasmessa il 23 maggio 1956.
- Anna Christie di Eugene O'Neill, regia di Pietro Masserano Taricco, trasmessa il 4 giugno 1956.
- Anche il più furbo ci può cascare di Aleksandr Ostrovskji, regia di Pietro Masserano Taricco, trasmessa il 6 agosto 1956.
- La calzolaia ammirevole, commedia di Federico Garcia Lorca, regia di Guglielmo Morandi, trasmessa il 24 luglio 1957.
- Almerinda, commedia di Midi Mannocci, regia di Gian Domenico Giagni, trasmessa il 14 dicembre 1959.
- L'allegra centenaria, commedia di Michael Brett, regia di Dante Raiteri, trasmessa il 28 gennaio 1960.
- Il marescalco di Pietro Aretino, regia di Giorgio Bandini, trasmessa il 31 maggio 1961.

## Filmografia
- I sette contadini, regia di Elio Petri (1957) – voce narrante